# NGC 2155
NGC 2155 (również ESO 86-SC45) – gromada otwarta, znajdująca się w gwiazdozbiorze Złotej Ryby. Należy do Wielkiego Obłoku Magellana. Odkrył ją John Herschel 30 listopada 1834 roku.